# Rivellia scutellaris
Rivellia scutellaris är en tvåvingeart som beskrevs av Friedrich Georg Hendel 1933. Rivellia scutellaris ingår i släktet Rivellia och familjen bredmunsflugor. Inga underarter finns listade i Catalogue of Life.